# نارکوها
نارکوها یا نارکوس (به انگلیسی: Narcos) مجموعه تلویزیونی آمریکایی در ژانر درام جنایی است که توسط کریس برنکتو، کارلو برنارد، و دوگ میرو ساخته شده و از ۲۵ اوت ۲۰۱۵ در نتفلیکس شروع به پخش شد. دو فصل ابتدایی این سریال بر اساس زندگی قاچاقچی معروف مواد مخدر کلمبیایی (پابلو اسکوبار) ساخته شده بود. در زبان اسپانیایی نارکو مخفف نارکوترافیکانته است؛ بنابراین عنوان مجموعه به قاچاقچیان مواد مخدر اشاره دارد. فصل سوم به شرح و دستگیری کارتر کالی شرح داده شده است این مجموعه اسپین آفی نیز دارد به نام نارکوها: مکزیک که درسال ۲۰۱۸ از نتفلیکس پخش شد. دو فصل ان درباره میگل آنخل فلیکس گایاردو است

## بازیگران

### اصلی
- واگنر مورا در نقش پابلو اسکوبار - قاچاقچی موادمخدر کلمبیایی و رهبر شبکه سازمان یافته کارتل مدئین
- بوید هالبروک در نقش استیون مورفی - مأمور اداره مبارزه با مواد مخدر آمریکا با هدف سرنگونی اسکوبار
- پدرو پاسکال در نقش خاویر پنیا - مأمور اداره مبارزه با مواد مخدر آمریکا و همکار استیون مورفی
- آندره ماتوس در نقش خوخه اوچوآ
- پاولینا گایتان در نقش تاتا اسکوبار، همسر اسکوبار
- پائولینا گارسیا در نقش هرمیلدا - مادر اسکوبار و آموزگار سابق کلمبیایی
- استفانی سیگمن در نقش والریا ولز، روزنامه‌نگار کلمبیایی که به عنوان معشوقه پابلو اسکوبار نیز به‌شمار می‌رود
- برونو بیچیر در نقش فرناندو دوکه، وکیل کلمبیایی
- رائول مندز در نقش سزار گاوریا، اقتصاددان و سیاستمدار کلمبیایی و بیست و هشتمین رئیس‌جمهور کلمبیا
- مانولو کاردونا
- دامیان آلکازار در نقش گیلبرتو رودریگز اورخوئلا، رهبر کارتل کالی و یکی از اصلی‌ترین رقیبان پابلو اسکوبار